# 74 (tal)
74 (fireoghalvfjerds, på checks også syvtifire) er det naturlige tal som kommer efter 73 og efterfølges af 75.

## Inden for videnskab
- 74 Galatea, asteroide
- M74, spiralgalakse i Fiskene, Messiers katalog

## Eksterne links
- Wikimedia Commons har flere filer relateret til 74 (tal)